# 第一次赫罗纳之战
第一次赫罗纳之战（法語：Bataille de Gérone）发生于1808年6月20日至21日。此役中，由纪尧姆·菲利贝尔·迪埃姆将军率领的法国军队试图摧毁由奥多诺万（O'Donovan）和奥达利（O'Daly）中校指挥的西班牙军队。法军的进攻最终失败并被迫撤退。战役爆发的地点是位于法西边境和巴塞罗那之间的赫罗纳。此次战役是拿破仑战争中半岛战争的一部分。
作为推翻西班牙王室计划的一部分，拿破仑命令他的士兵于1808年2月占领巴塞罗那。巴塞罗那最初被法军成功占领，但几周后西班牙人民开始大规模反抗法国的统治。迪埃姆和他的士兵很快就陷入了困境。在加泰罗尼亚民兵和西班牙正规军的包围下，这位法国将军试图占领赫罗纳，以开辟一条从法国到巴塞罗那的安全补给线。法意联军试图攻打这座城市，但被城里的民兵和两个西班牙军队中的爱尔兰步兵营击退。迪埃姆在进攻失败后回到了巴塞罗那，但他在五周后又再次对赫罗纳发起进攻。

## 背景
作为在军事政变中占领西班牙王国计划的一部分，拿破仑下令在1808年2月占领包括巴塞罗那在内的几个重要城市。2月29日，朱塞佩·莱基将军的部队在途经巴塞罗那时突然下令进行阅兵，当他的士兵经过巴塞罗那堡垒的正门时，法军士兵突然冲进了这一要塞。就这样，在没有流血的情况下，法军将目瞪口呆的西班牙驻军赶出了防御工事并占领了巴塞罗那。此外，法军还占领了圣塞瓦斯蒂安、潘普洛纳和菲格拉斯。5月2日，西班牙人民爆发大规模起义反抗法国侵略者。
到1808年夏天，由纪尧姆·菲利贝尔·迪埃姆指挥的下辖12,710名法军士兵的军驻扎在巴塞罗那。约瑟夫·沙布朗将军率领第1师，下辖8个步兵营共6,050名士兵，而莱基将军指挥第2师，下辖6个步兵营共4,600名士兵。此外，迪埃姆的军还有九个骑兵中队和360名火炮手。
迪埃姆的任务是平息加泰罗尼亚的起义，帮助邦-阿德里安·让诺·德·蒙塞元帅攻占瓦倫西亞，并稳固法国对巴塞罗那的控制。鉴于西班牙起义的严重性，这些命令完全不切实际。但迪埃姆还是试图落实他得到的命令，派遣沙布朗和3,000名士兵加入蒙塞并指挥骑兵部队与另一个纵队夺取莱里达。法军的骑兵部队于6月4日离开巴塞罗那后就立即遇到了麻烦。在埃尔布鲁克战役中，加泰罗尼亚的民兵挡住了法军骑兵。于是迪埃姆让沙布朗的部队前往支援。但两位将军皆无法突破民兵的防线。在第二次埃尔布鲁克战役中，法军、意大利军队和瑞士军队在伤亡400人后撤退。加泰罗尼亚民兵试图阻止沙布朗的撤退，但被迅速驱散。沮丧的法国人和他们的盟友随后残忍地掠夺了他们返回巴塞罗那途中的每个村庄。

## 战斗
迪埃姆对法军的失败感到震惊，于是决定开辟一条与法国本土连接的通信线路。当他率领一支师级部队向东北方向前往赫罗纳时，他在马塔罗遇到了一支庞大的民兵部队。这一部队大约有10,000名加泰罗尼亚人和四门大炮。6月17日，加泰罗尼亚民兵被5,963名法军士兵和法军的8门火炮轻松击败。法国军队通过掠夺马塔罗一整天来庆祝他们的胜利。随着法意联军继续前往赫罗纳，民兵重新占领了乡村，并切断了迪埃姆和巴塞罗那之间的联系。

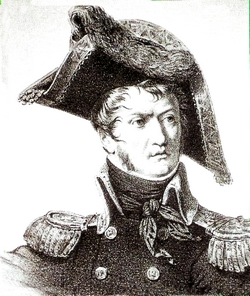
纪尧姆·迪埃姆

在这次远征中，迪埃姆的部队包括安德烈亚·米洛塞维奇（Andrea Milossevich）将军麾下的2,133人、弗朗索瓦·格扎维埃·德·施瓦茨将军麾下的2,163人和1,517名骑兵。米洛塞维奇指挥3个意大利步兵营。施瓦茨指挥3个那不勒斯步兵营。骑兵部队则有第3临时胸甲骑兵团的409名士兵，第3临时猎骑兵团的416名士兵，意大利猎骑兵部队的504名骑兵和那不勒斯猎骑兵部队的388名骑兵组成。
赫罗纳被一条穿城而过的河流分成两个部分。城市的较小部分位于西岸，并没有任何自然防御。这座城市更大、更古老的东侧由沿东面山脊的一排堡垒和北面的蒙茹伊克城堡组成。这座城市有中世纪时期6米高的城墙。
法意联军于6月20日抵达赫罗纳。在法军的劝降被拒绝后，迪埃姆决定对该城发起进攻。赫罗纳由两个爱尔兰步兵营的350名正规士兵保卫，由奥多诺万和奥达利中校指挥。赫罗纳还有1,600名民兵和少数枪手，守军共2,000人。另一个消息来源称，该城的民兵的人数可能多达2,000人。
迪埃姆将他的主攻方向定为东岸的城门，也就是防御最薄弱的部分。主攻开始时，迪埃姆的副官仍在与防守方谈判。攻城的法军火炮很快被赫罗纳守军的火炮压制，导致袭击失败。
那天晚上，迪埃姆决定再次尝试，命令施瓦茨的旅进攻西岸的圣克拉拉堡垒（bastión de Santa Clara）。这次进攻中，意大利士兵很快就登上了城墙并建立了阵地。但在黑暗中，一些梯子被安放在错误的位置，导致意大利士兵没有得到足够的增援。守军在随后的反击中消灭了登上城墙的意大利士兵。早上，迪埃姆发起了第三次袭击。但是，面对防御者的猛烈火力，袭击再次失败。三次袭击共有700名法国-意大利士兵阵亡、受伤或失踪。西班牙守军的损失被描述为轻微。

## 结果
迪埃姆撤退到巴塞罗那，留下沙布朗和一个旅守住马塔罗。不久之后，迪埃姆袭击了略夫雷加特河沿岸的民兵部队并将民兵驱散。沙布朗则试图引诱加泰罗尼亚民兵决战，但没有成功。在意识到迪埃姆的麻烦后，拿破仑派由奥诺雷·夏尔·雷耶将军指挥的一个新组建的师来增援迪埃姆。雷耶带着一支先锋部队很快就消灭了菲格拉斯圣费兰城堡的驻军。在组建了他的整个师后，雷耶向罗萨斯发起进攻，但遭到守军和英国战列舰蒙塔古号战列舰的阻挡。得知增援部队已经抵达后，迪埃姆准备再次围攻赫罗纳，于是第二次赫罗纳之战爆发。

## 脚注
1. ↑  Gates 2002，第10–11頁.
2. ↑  Rickard 2008b.
3. ↑  Gates 2002，第12頁.
4. ↑  Gates 2002，第482頁.
5. 1 2 3  Gates 2002，第59頁.
6. ↑  Smith 1998，第260頁.
7. 1 2 3 4  Smith 1998，第260-261頁.
8. 1 2 3 4  Rickard 2008g.
9. 1 2 3  Gates 2002，第61頁.
10. ↑  Smith 1998，第262頁.